# 村井吉敬
村井 吉敬（むらい よしのり、1943年8月20日 - 2013年3月23日）は、日本の経済学者。元早稲田大学アジア研究機構教授。専門は東南アジアの経済史。

## 経歴
千葉県生まれ。1966年早稲田大学政治経済学部卒業。インドネシアのパジャジャラン大学に留学し、農村経済を研究。1988年上智大学外国語学部教授。2008年早稲田大学アジア研究所客員教授を経て、早稲田大学アジア太平洋研究所上級研究員、アジア研究機構教授。
2013年3月23日、69歳で死去。
- インドネシアを中心に東南アジアの開発問題を研究し、その過程で日本のODA政策がこれらの地域を開発するどころか、文化や環境の破壊を促していると批判している。
- 父は元早稲田大学総長の村井資長。
- 妻は大阪経済法科大学アジア太平洋研究センター所長内海愛子[2]。

## 著書

### 単著
- 『スンダ生活誌――変動のインドネシア社会』（日本放送出版協会［NHKブックス］、1978年）
- 『スラウェシの海辺から――もうひとつのアジア・太平洋』（同文館出版、1987年）
- 『エビと日本人』（岩波書店［岩波新書］、1988年）
- 『サシとアジアと海世界　環境を守る知恵とシステム』（コモンズ　1998年）
- 『グローバル化とわたしたち――国境を越えるモノ・カネ・ヒト』（岩崎書店、2006年）
- 『エビと日本人II――暮らしのなかのグローバル化』（岩波書店［岩波新書］、2007年）
- 『ぼくが歩いた東南アジア　島と海と森と』（コモンズ　2009年）
- 『パプア　森と海と人々』（めこん　2013年）

### 共著
- （甲斐田万智子）『誰のための援助？』、岩波書店（岩波ブックレット）、1987年
- （内海愛子）『シネアスト許泳の「昭和」 - 植民地下で映画づくりに奔走した一朝鮮人の軌跡』、凱風社、1987年
- （内海愛子）『赤道下の朝鮮人叛乱』、勁草書房、1987年
- （西川潤）『越境民主主義時代の開発と人権』、明石書店、1995年
- （佐伯奈津子）『インドネシア - スハルト以後』、岩波書店（岩波ブックレット）、1998年
- （佐伯奈津子・久保康之・間瀬朋子）『スハルト・ファミリーの蓄財』、コモンズ、1999年
- 増田与、後藤乾一、村井吉敬『現代インドネシアの社会と文化』現代アジア出版会、1979年
- （佐伯奈津子・間瀬朋子）『現代インドネシアを知るための６０章』（明石書店　2013年）

### 編著
- 『漫画で読む東南アジア』、筑摩書房、1992年（ちくま文庫、1996年）
- 『検証ニッポンのODA』、学陽書房、1992年
- 『アジアを考える本・近くて遠い国（1）アジアってなに？』、岩崎書店、1995年
- 『アジアを考える本・近くて遠い国（7）アジアとどうつきあうか？』、岩崎書店、1995年

### 共編著
- 『アジアと私たち - 若者のアジア認識』、三一書房、1988年
- （ODA調査研究会）『無責任援助ODA大国ニッポン - フィリピン、タイ、インドネシア現地緊急リポート』、JICC出版局、1989年
- （鶴見良行）『道のアジア史 - モノ・ヒト・文化の交流』、同文舘出版、1991年
- （鶴見良行）『エビの向こうにアジアが見える』、学陽書房、1992年
- （藤林泰）『ヌサンタラ航海記』、リブロポート、1994年
- （越田稜・吉岡淳）『国境の人びと - トランスボーダーの思想』、古今書院、1994年
- （北沢洋子）『顔のない国際機関 - IMF・世界銀行』、学陽書房、1995年
- （尾本惠市・濱下武志・家島彦一）『海のアジア（全6巻）』、岩波書店、2000年-2001年
- （佐伯奈津子）『インドネシアを知るための50章』、明石書店、2004年
- （安野正士・デヴィット・ワンク）『グローバル社会のダイナミズム――理論と展望』（ぎょうせい、2007年）

### 訳書
- レンドラ『ナガ族の闘いの物語』めこん、1997年